# Syngenta
Syngenta Group, este o companie din Elveția care este unul dintre cei mai mari furnizori mondiali de semințe și produse pentru protecția culturilor.
În anul 2008, compania a înregistrat vânzări de 8,9 miliarde euro.
Compania este prezentă în România din anul 2003, având un număr de 81 de angajați în anul 2009.